# Кохер, Эмиль Теодор
Эми́ль Теодо́р Ко́хер (нем. Emil Theodor Kocher; 25 августа 1841, Берн — 27 июля 1917, там же) — швейцарский хирург, лауреат Нобелевской премии по физиологии и медицине в 1909 году «за работы в области физиологии, патологии и хирургии щитовидной железы».

## Биография
Кохер родился в Берне, в семье инженера Иакова Александра Кохера и Марии Кохер (Вермут), принадлежащей к благополучному среднему классу. Мать Теодора была глубоко религиозной женщиной и под её влиянием у Теодора на всю жизнь сохранился интерес к философии и религии.
В 1865 году с отличием окончил медицинскую школу Бернского университета. В течение пяти лет обучался хирургии в Вене, Париже, Берлине и, наконец, в Лондоне под руководством английского хирурга сэра Джозефа Листера. В Вене изучал хирургию в клинике Теодора Бильрота. В 1872 году он получил должность профессора хирургии и директора хирургической клиники Бернского университета. Здесь Т. Кохер смог применять антисептические методы Дж. Листера и безупречную операционную технику Т. Бильрота. Производил операции на органах грудной и брюшной полости: ушивал паховые грыжи, оперировал больных с травмами, переломами и вывихами, производил нейрохирургические операции. Его именем названа точка наложения фрезевого отверстия при пункции переднего рога бокового желудочка головного мозга.
Кроме того разработал ряд хирургических инструментов, применяемых в хирургии в наши дни.
В 1913 году оперировал Н. К. Крупскую.

## Память
22 января 2009 года Международный астрономический союз присвоил имя Эмиля Теодора Кохера кратеру на обратной стороне Луны.